# Edite de Mércia
Edite de Mércia (em inglês antigo: Ealdgyth ou Aldgyth; em inglês: Edith; c. 1057 – 1066) era filha de Elfgar, Conde de Mércia. Foi esposa de Gruffydd ap Llywelyn (m. 1063), governante de toda Gales e, mais tarde, esposa do rei Haroldo II (r. 1066).